# Torre del Sordo
La Torre del Sordo son los restos de una estructura de planta rectangular situada al noreste del término municipal de Jaén (Andalucía, España). La prospección superficial del entorno sugiere que fue construida en el siglo XIV.

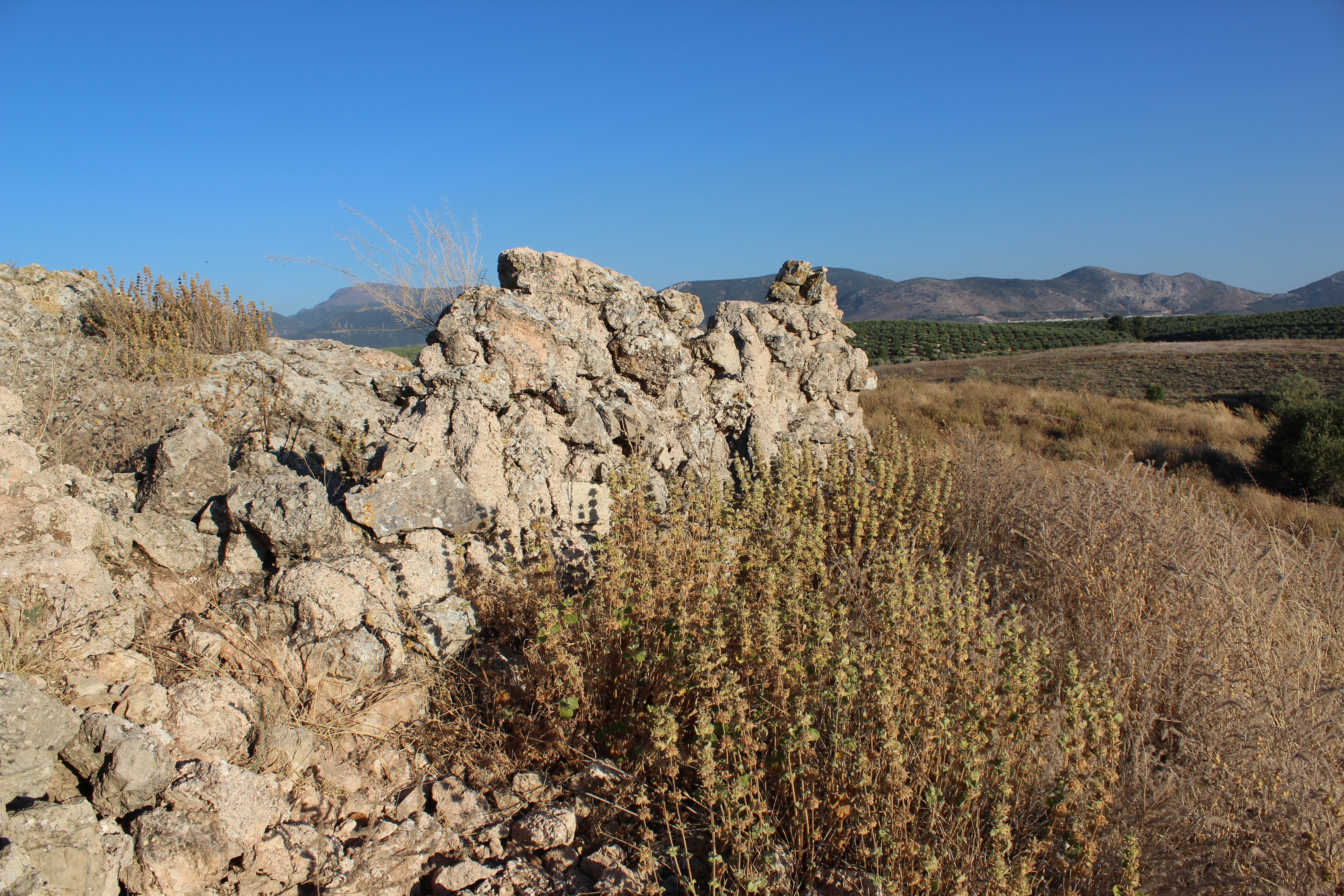
Lateral occidental de la Torre del Sordo. Sierra Mágina al fondo.

## Descripción
La torre está construida en mampostería y abundante yeso, en la vertiente occidental de un cerrete junto a un cruce de caminos, los cuales dirigen al castillo de Peñaflor y a la cortijada de Cirueña, enclaves bajomedievales de gran relevancia. La existencia de una cantera en sus inmediaciones ha ocasionado que el yacimiento arqueológico se haya visto muy afectado, esquilmando parte del cerro.
Destruida en gran parte, aún conserva el hueco de la puerta principal y parte de unos muros que señalan la compartimentación interna de la torre.

## Historia
El torreón sería levantado en el siglo XIV por los cristianos, fungiendo como nexo de unión entre el castillo de Peñaflor, situado a unos 2 km al N, Torrechantre, a unos 2 km hacia el Suroeste, y la Torre del Brujuelo, a 5'5 km al noroeste. Además, a unos 3 km al sur se encuentra Torremocha.
Esta zona era de elevado interés político tras la conquista de Jaén por parte de los cristianos. La proximidad de la frontera del Reino nazarí de Granada motivaba el despliegue de las tropas cristianas en fortificaciones y otro tipo de estructuras, situadas en cerros elevados, como es el caso de los mencionados anteriormente, con el objetivo de evitar las razzias árabes en la zona.
En el amojonamiento llevado a cabo en 1466 de la dehesa de Ríex, de gran extensión e importancia en la Baja Edad Media y situada sobre lo que hoy día es el núcleo urbano de Mancha Real y su entorno, se cita ya a la torre con el nombre que ha conservado hasta nuestro días:

... y de aí va a dar a la Lóbrega, assomante a la Torre el Sordo, aí se asentó otro mojón; ...